# Earl Buxton

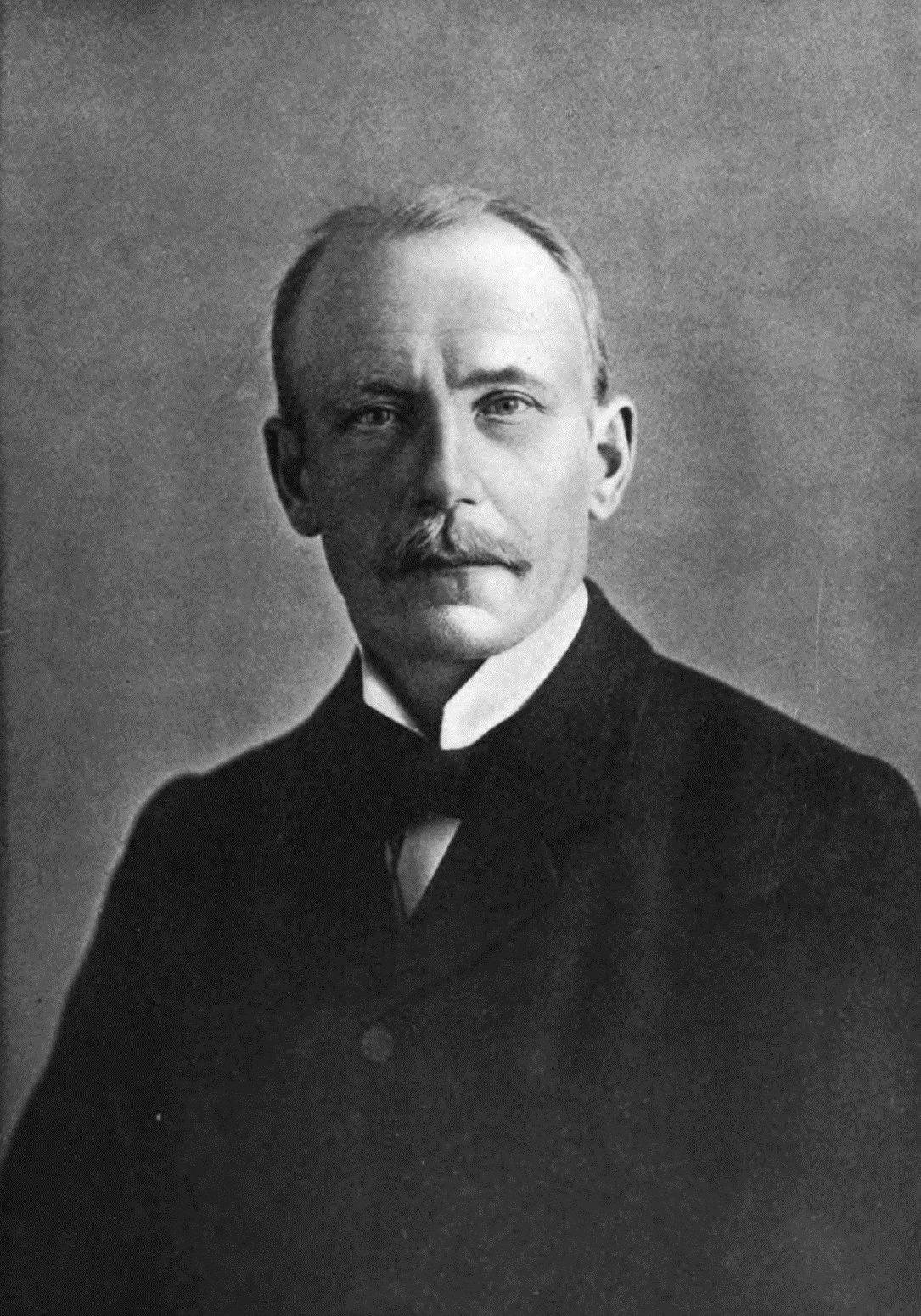
Sydney Buxton, 1. Earl Buxton, um 1906

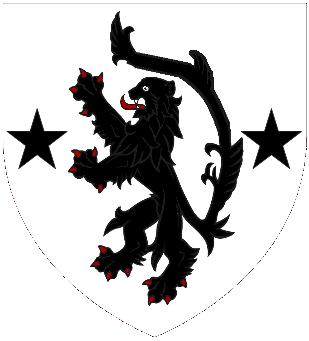
Wappen der Earls Buxton

Earl Buxton war ein erblicher britischer Adelstitel in der Peerage of the United Kingdom.

## Geschichte des Titels
Der Titel wurde am 8. November 1920 für den früheren Gouverneur von Südafrika Sydney Charles Buxton, 1. Viscount Buxton geschaffen. Bereits am 11. Mai 1914 war ihm der fortan nachgeordnete Titel Viscount Buxton, of Newtimber in the County of Sussex, verliehen worden.
Da alle drei Söhne des Earls kinderlos vor ihm starben, erloschen beide Titel bei dessen Tod am 15. Oktober 1934.

## Liste der Earls Buxton (1920)
- Sydney Charles Buxton, 1. Earl Buxton (1853–1934)